# 扉の陰の秘密
『扉の陰の秘密』（とびらのかげのひみつ、Secret Beyond the Door）は1947年のアメリカ合衆国のサスペンス映画。監督はフリッツ・ラング、出演はジョーン・ベネットとマイケル・レッドグレイヴなど。ハリウッドの名プロデューサーであるウォルター・ウェンジャーが当時の妻ジョーン・ベネットと共同で作ったダイアナ（ベネットと前夫との間の長女の名前）・プロ製作によるスリラーで、英国の名優マイケル・レッドグレイヴのハリウッド進出第1作である。また、ダイアナ・プロ製作の作品としては2本目で且つ最後の作品であり、『レベッカ』（1940年）や『ガス燈』（1944年）など、当時の映画界で流行していたゴシック調スリラーの系譜に連なる作品である。
日本初公開時の邦題は『扉の蔭の秘密』であり、また『扉の影の秘密』のタイトルでビデオが発売されたことがある。

## ストーリー
旅先で出会った男性と結婚した富豪の娘が、夫の秘密を知ったことから体験する恐怖を描く。

## キャスト
- シリア・バレット: ジョーン・ベネット - ニューヨークの資産家の娘。身寄りがない。
- マーク・ラムフェア: マイケル・レッドグレイヴ - 建築家。ニューヨークで建築雑誌を出版。
- キャロライン（キャリー）・ラムフェア: アン・リヴィア - マークの姉。屋敷を取り仕切る。
- ミス・ロビー: バーバラ・オニール（英語版） - マークの秘書。マークに横恋慕。
- イディス・ポター: ナタリー・シェイファー - シリアの友人。
- リック・バレット: ポール・キャヴァナー（英語版） - シリアの兄で唯一の肉親だが急死。
- パキータ: ローザ・レイ - シリアとマークの新婚旅行先の家政婦。
- ボブ・ドワイト: ジェームズ・シー（英語版） - シリアの弁護士で友人。シリアに求婚。
- デイヴィッド・ラムフェア: マーク・デニス - マークと前妻エレノアとの間の息子。

## 作品の評価
Rotten Tomatoesによれば、13件の評論のうち高評価は54%にあたる7件で、平均点は10点満点中5.49点となっている。